# Rivière Roggan
Rivière Roggan är ett vattendrag i Kanada.   Det ligger i provinsen Québec, i den östra delen av landet, 1 000 km norr om huvudstaden Ottawa.
Omgivningarna runt Rivière Roggan är i huvudsak ett öppet busklandskap. Trakten runt Rivière Roggan är nära nog obefolkad, med mindre än två invånare per kvadratkilometer.